# اکهارت اشمیت-اوپر
اکهارت اشمیت-اوپر (آلمانی: Ekkhard Schmidt-Opper؛ زادهٔ ۲۹ ژانویهٔ ۱۹۶۱) بازیکن هاکی روی چمن اهل آلمان است.